# جیمز گیلولا

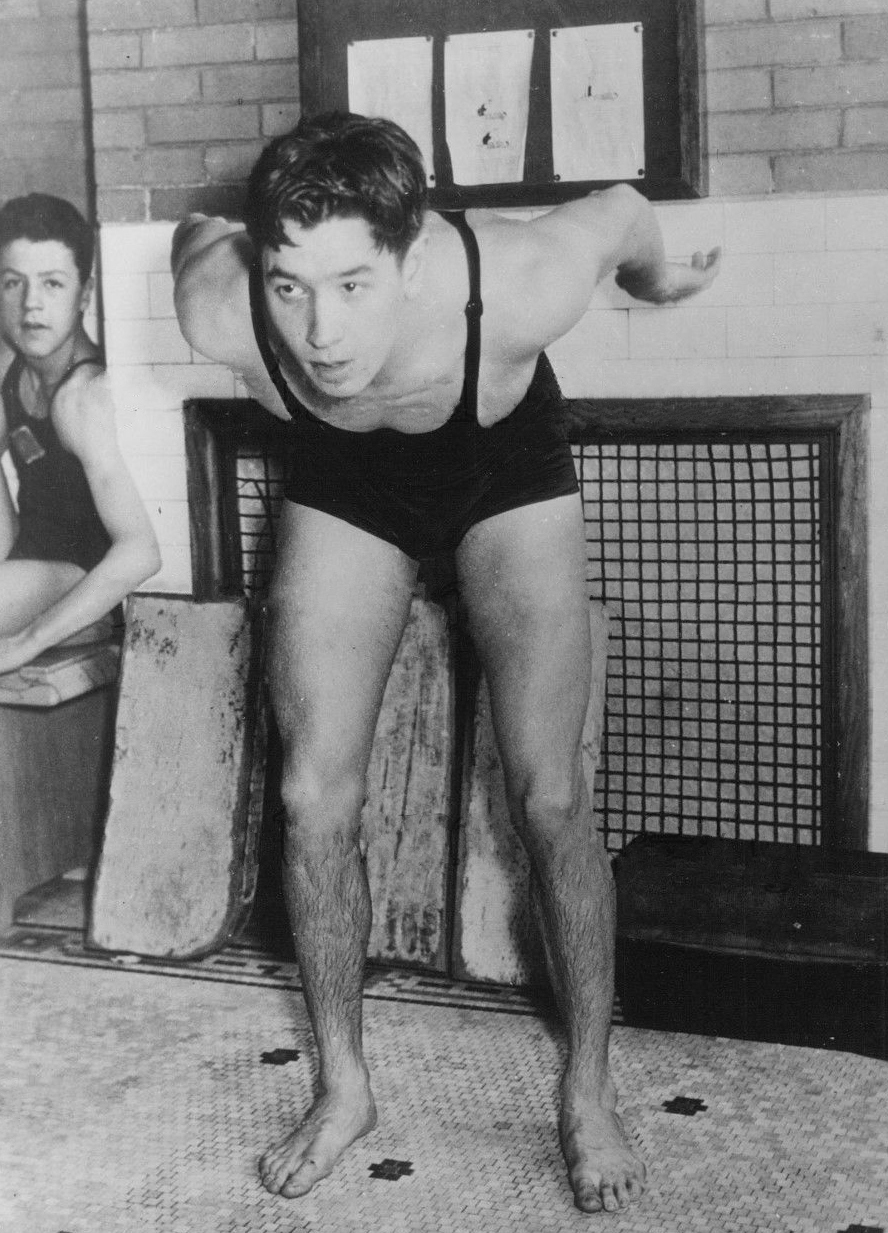
یک عکس به جا مانده از این شناگر

جیمز گیلولا (به انگلیسی: James Gilhula) (زادهٔ ۱۴ ژوئن ۱۹۱۲) شناگر اهل ایالات متحده آمریکا است.